# Bjæverskov Herred
Bjæverskov Herred var et herred i Præstø Amt. Herredet hørte oprindeligt under Tryggevælde Len der i 1662 blev ændret til Tryggevælde Amt, der blev sammenlagt med Vordingborg Amt i 1750 , indtil det i 1803 (i henhold til reformen i 1793) blev en del af Præstø Amt.
I herredet ligger følgende sogne:
- Bjæverskov Sogn
- Endeslev Sogn
- Gørslev Sogn
- Herfølge Sogn
- Himlingøje Sogn
- Hårlev Sogn
- Lellinge Sogn
- Lidemark Sogn
- Sædder Sogn
- Tårnby Sogn
- Valløby Sogn
- Vollerslev Sogn
- Vråby Sogn